# Carcinops corticis
Carcinops corticis är en skalbaggsart som beskrevs av Sylvain Auguste de Marseul 1862. Carcinops corticis ingår i släktet Carcinops och familjen stumpbaggar. Inga underarter finns listade i Catalogue of Life.